# Uchiha Sasuke

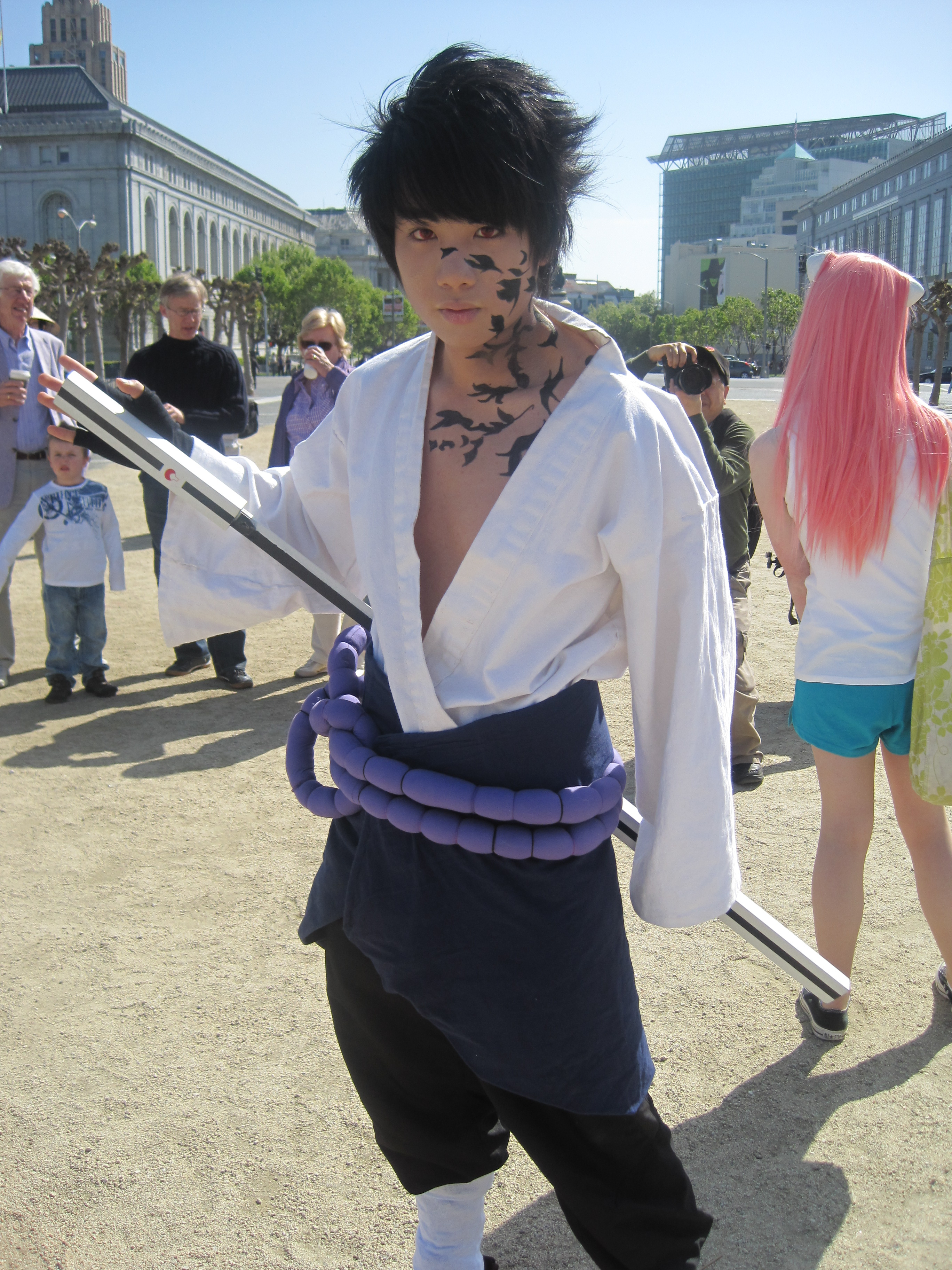
Persoon verkleed als Uchiha Sasuke

Uchiha Sasuke is een personage uit de manga- en animeserie Naruto. Hij maakt deel uit van de beroemde Uchiha-clan en is aan het eind van de Naruto-serie een van de machtigste personages. Sasuke is geboren met de krachten van de Sharingan, een erfelijke ninjatechniek die alleen leden van die familie kunnen gebruiken.